# Alec Farrall
Alec Farrall (West Kirby, 3 marzo 1936 – Birkenhead, 19 maggio 2025) è stato un calciatore inglese, di ruolo centrocampista.

## Carriera
Ha esordito tra i professionisti nella stagione 1953-1954 giocando, all'età di 17 anni, 2 partite nella seconda divisione inglese con l'Everton, contribuendo così a conquistare la promozione in prima divisione; tra il 1954 ed il 1957 gioca poi in questa categoria con le Toffees, senza tuttavia trovare molto spazio: di fatto, in tre stagioni gioca infatti altrettante partite di campionato (fa il suo esordio il 2 ottobre 1954 in una sfida persa per 1-0 sul campo del Manchester City, per poi giocare nella sconfitta casalinga per 2-1 contro il Sunderland del 10 marzo 1956 ed infine nel pareggio casalingo per 0-0 contro il Cardiff City del 13 aprile 1957). Passa poi al Preston N.E., altro club di prima divisione: con i Lilywhites gioca 6 partite nella stagione 1957-1958, 11 partite (con anche 4 reti segnate) nella stagione 1958-1959 ed infine 10 partite (con altre 4 reti segnate) nella stagione 1959-1960, nella quale mette anche a segno la sua prima (ed unica) doppietta in carriera nella prima divisione inglese, in una sconfitta casalinga per 4-3 contro lo Sheffield Weds il 19 marzo 1960.
A fine stagione viene ceduto al Gillingham, club di quarta divisione, con cui gioca da titolare in questa categoria per quattro stagioni consecutive, ovvero fino alla vittoria del campionato nella stagione 1963-1964, per poi trascorrere un'ulteriore stagione da titolare ai Gills ma in terza divisione, per un totale di 202 presenze e 19 reti in incontri di campionato. Trascorre poi la stagione 1965-1966 al Lincoln City (20 presenze e 2 reti in quarta divisione) e due stagioni ai londinesi del Watford (48 presenze e 8 reti in terza divisione), per poi ritirarsi.
In carriera ha totalizzato complessivamente 302 presenze e 38 reti nei campionati della Football League.

## Palmarès

### Club

#### Competizioni nazionali
- Campionato inglese di quarta divisione: 1

Gillingham: 1963-1964